# Jocelyn Coulon
Pour les articles homonymes, voir Coulon.
Jocelyn Coulon (22 mai 1957) est un analyste, un journaliste et un homme politique canadien.

## Biographie
Journaliste de profession, il est directeur adjoint de la revue Aéromag entre 1982 et 1984 et a collaboré au journal Le Devoir dont il devient directeur de l'information internationale pendant les années 1990.
Détenteur d'un diplôme de premier cycle en science politique de l'Université de Montréal, il est membre de l'Institut international d’études stratégiques de Londres. 
Coulon enseigne le journalisme à l'UQAM et à l'Université de Montréal entre 1997 et 2007. Il signe depuis 2004 des chroniques de politique internationale dans les pages éditoriales de La Presse. Il a écrit des livres sur les casques bleus et la guerre de l'Irak.
Membre du CÉRIUM, il dirige le bureau de Montréal du Centre Pearson pour le maintien de la paix de 1999 à 2004, puis le Réseau francophone de recherche sur les opérations de paix (ROP) de 2005 à 2016.
Le 20 juillet 2007, il devient officiellement candidat libéral dans la circonscription fédérale d'Outremont. Il est cependant défait par le candidat néo-démocrate Thomas Mulcair, à l'élection du 17 septembre. Le groupe juif B'nai Brith avait contesté sa candidature, l'accusant d'anti-américanisme et d'anti-sionisme. Toutefois, d’autres organisations de la communauté juive ont estimé que ces affirmations étaient exagérées et que Coulon avait parfaitement le droit d’être candidat libéral.
Entre 2016 et 2017, il est conseiller et rédacteur de discours auprès du ministère des Affaires étrangères du Canada, responsable des questions de paix et de sécurité. Il se montre par la suite critique envers le premier ministre, Justin Trudeau, affirmant : « En 2015, il a promis le retour du Canada sur la scène internationale. Non seulement cela ne s'est pas concrétisé, mais quatre ans après son élection, notre situation est très embarrassante. Le Canada se retrouve dans la situation exceptionnelle où il entretient des relations tendues sinon exécrables avec les quatre grandes puissances mondiales : les États-Unis, la Russie, la Chine et l'Inde. […] Il existe un aveuglement idéologique de la part de dirigeants canadiens qui font de l'imposition des principes libéraux au reste du monde une véritable croisade. »

## Œuvres
- En première ligne. Grandeurs et misères du système militaire canadien, 1991
- La Dernière croisade. La guerre du golfe et le rôle caché du Canada (en collaboration avec Yvan Cliche), 1992
- Les Casques bleus, 1995 (Soldiers of Diplomacy, 1998)
- L'Agression : Les États-Unis, l'Irak et le monde, 2004
- Consolidation de la paix et fragilité étatique. L'ONU en République centrafricaine, 2015
- Dictionnaire mondial des opérations de paix 1948-2016
- Un selfie avec Justin Trudeau : regard critique sur la diplomatie du premier ministre, 2018 (Canada is Not Back, 2019)
- À quoi sert le Conseil de sécurité des Nations unies ?, 2020
- Le Canada à la recherche d'une identité internationale, 2021
- Marginalisés, réflexions sur l'isolement du Canada dans les relations internationales, 2022
- Ma France : Portraits et autres considérations, 2023
- Le Cours de l'Histoire : Mémoires, 2024